# 베로보시

베로보 시의 위치

베로보시(마케도니아어: Општина Берово)는 북마케도니아 동부에 위치한 지방 자치체로 행정 중심지는 베로보이며 면적은 598.7km2, 인구는 13,941명(2002년 기준)이다. 북쪽으로는 페흐체보 시와 델체보 시, 비니차 시, 서쪽으로는 라도비시 시와 바실레보 시, 남쪽으로는 보실로보 시, 노보셀로 시와 접하며 동쪽으로는 불가리아와 국경을 접한다.